# Monnaies et Détections
Monnaies et Détections, sous-titré le magazine des monnaies, des trésors et des détections, est un magazine français consacré au détecteur de métaux, aux trésors, aux monnaies et à la numismatique en général.
Le concept rédactionnel est celui d'un journal fait d'articles courts sur l'actualité, balayant tous les sujets de la détection de loisir. Le magazine dispose d'un banc d'essai qui présente un nouveau détecteur tous les deux mois ainsi que des rubriques Chronique, Militaria, Vécu, une rubrique Brèves avec revue de presse, Numismatique et Trouvailles. 
Il dispose aussi d'une page juridique permettant aux lecteurs d'être au courant des derniers textes de loi ayant trait au  Détecteur de métaux ou à la prospection au sol.

## Collaborateurs du magazine
- Gilles Kerlorc'h